# Ammosperma
Ammosperma, rod sjevernoafričkog bilja iz porodice kupusovki ili krstašica, dio je tribusa Brassiceae. 
Pritznate su dvije vrste. Rod je opisan 1862.

## Vrste
1. Ammosperma cinereum (Desf.) Baill.; tipična; Maroko; Alžir, Tunis, Libija
2. Ammosperma variabile Nègre & Le Houér.; Libija